# August Hirschwald
August Hirschwald (* 1774; † 3. September 1848) war ein deutscher Verleger und Buchhändler. Er gründete 1816 den Hirschwald Verlag, der einer der bedeutendsten Medizinverlage im Deutschen Reich wurde.
Hirschwald hatte außerdem eine Buchhandlung in Berlin in der Burgstraße. 1840 übernahm sein Neffe Eduard Aber die Leitung des Sortiments, der die Konzentration auf Medizin und Naturwissenschaften durchführte. Sein Nachfolger in der Buchhandlung wurde sein Sohn Ferdinand Hirschwald. 1921 gingen Verlag und Buchhandlung auf den Springer Verlag über.